# سلمة بن أبي سلمة
سلمة بن أبي سلمة، هو ربيب النبي محمد، وأكبر أبناء أم سلمة زوجة النبي من زوجها الأول أبي سلمة بن عبد الأسد، وهو الذي زوج أمه بالنبي وهو صبي.

## سيرته
هو سلمة بن أبي سلمة بن عبد الأسد بن هلال بن عبد الله بن عمر بن مخزوم القرشيّ المخزوميّ، كان النبي محمد عمه من الرضاع، حيث أن النبي وأبو سلمة أخوة من الرضاعة، ولد في الحبشة، وعاد مع والديه إلى مكة لما سمعوا إشاعة إسلام قريش، وعندما هاجر أبو سلمة إلى المدينة المنورة، منع أهل أم سلمة أن تخرج معه.
قالت: «لما أجمع أبو سلمة الخروج إلى المدينة رحل لي بعيره ثم حملني عليه، وجعل معي ابني سلمة بن أبي سلمة في حجري، ثم خرج يقود بي بعيره، فلما رأته رجال بني المغيرة قاموا إليه فقالوا: هذه نفسك غلبتنا عليها، أرأيت صاحبتنا؟ هذه علام نتركك تسير بها في البلاد؟ فنزعوا خطام البعير من يده وأخذوني منه، وغضب عند ذلك بنو عبد الأسد رهط أبي سلمة، وقالوا: والله لا نترك ابننا عندها إذ نزعتموها من صاحبنا. فتجاذبوا ابني سلمة بينهم حتى خلعوا يده، وانطلق به بنو عبد الأسد، وحبسني بنو المغيرة عندهم وانطلق زوجي أبو سلمة إلى المدينة، قالت: ففرق بيني وبين ابني وبين زوجي. فكنت أخرج كل غداة فأجلس في الأبطح فما أزال أبكي حتى أمسي - سنة أو قريبا منها - حتى مرَّ بي رجل من بني عمي أحد بني المغيرة فرأى ما بي فرحمني، فقال لبني المغيرة: ألا تخرجون من هذه المسكينة؟ فرقتم بينها وبين زوجها وبين ولدها. فقالوا لي: إلحقي بزوجك إن شئت. فردَّ بنو عبد الأسد إلي عند ذلك ابني، قالت: فارتحلت بعيري، ثم أخذت ابني فوضعته في حجري، ثم خرجت أريد زوجي بالمدينة.».
يقول أهل العلم بالنّسب: إنه الذي عقد للنبي على أمّه أم سلمة، وزوّجه النبي بعد غزوة عمرة القضاء بأمامة بنت حمزة بن عبد المطلب التي اختصم في كفالتها علي بن أبي طالب، وجعفر بن أبي طالب، وزيد بن حارثة، وقال: «تروني كافأته!»، ولكن ماتت قبل أن يدخل بها، عاش إلى خلافة عبد الملك بن مروان، وتوفي بالمدينة المنورة في ولاية أبان بن عثمان بن عفان عليها، وليس له رواية للحديث النبوي، وليس له عقب.